# Viola hamiltoniana
Viola hamiltoniana är en violväxtart som beskrevs av David Don. Viola hamiltoniana ingår i släktet violer, och familjen violväxter. Inga underarter finns listade i Catalogue of Life.